# Vicente Gómez-Zarzuela y Pérez
Vicente Gómez-Zarzuela y Pérez (Sevilla, 27 oktober 1870 – Arcos de la Frontera, Cádiz, 11 december 1956) was een Spaans componist en muziekpedagoog.

## Leven
Gómez-Zarzuela y Pérez werd als zoon van Manuel Gómez-Zarzuela y González en Amparo Pérez y Fernández geboren. Hij studeerde viool aan de Academia de música "Asilo de la Mendicidad de San Fernando", die opgevolgd werd door de Banda Municipal de Sevilla, bij Antonio Palatín en Manuel Font Fernández de la Herrán. In 1888 werd hij een heel actief lid van de Corporación del Valle. Hij voltooide zijn studies voor harmonie en compositie.
Hij schreef niet uitsluitend religieuze muziek, maar ook profane werken zoals in 1893 het Pizzicatto Menuetto en La zarzuela, El Peregrino, die in 1898 werd uitgevoerd. Hetzelfde jaar schreef hij Virgen del Valle, een mars die hij opdroeg aan Alberto Barrau y Grande, een vriend en bariton, die op 22-jarige leeftijd na een ongeval overleed. In 1917 schreef hij Oración, een copla.
In 1920 werd hij president van de  Sección de Música del Excmo. del Ateneo in Sevilla. Hij was leider van belangrijke klassen voor Estética e Historia de la Música en la Academia de Música de la Real Sociedad Económica Sevillana de Amigos del País. Toen het Conservatorio de Música de Sevilla in 1933 opgericht werd, was hij hoofd van de vier afdelingen. In 1940 vertrok hij naar Arcos de la Frontera, waar hij ereburger werd. In deze stad is de muziekschool naar hem genoemd, CEM Conservatorio Elemental de Música “Vicente Gómez Zarzuela”, Arcos de la Frontera.

## Composities

### Werken voor orkest
- El santo de la Isidra
- La Zarzuela

### Werken voor banda (harmonieorkest)
- 1898 Virgen del Valle, marcha Procesional
- 1917 Oración
- Alabado, voor solisten, gemengd koor en banda
- Angelus Dómini
- Bello Canto
- Coplas de Culto
- Dios te salve, María, voor solisten, koor en banda - tekst: Aurora Murciano
- Himno a la Virgen del Valle, tekst: vanuit het Stabat Mater in Spaans
- Marchitas - tekst: Serafín Álvarez Quintero en Joaquín Álvarez Quintero
- Saeta, marcha
- Virgen de las Nieves

### Missen, motetes en geestelijke muziek
- 1900 Plegaria a los Dolores de la Santísima Virgen, voor tenor, bas, gemengd koor en orkest
- 1904 Misa Solemne
- Ave María
- Cristus factus est, voor tenor solo, hobo, althobo, klarinet en fagot
- drie "Stabat Mater"
- twee "Tantum ego"
- drie motetes voor Cristo de la Coronación
- Motetes al Santissimo Cristo de la Expiración, voor Solisten en kinderkoor - tekst: Enrique Gómez Millán
- Misa en Mi bemol, voor solisten, koor en orkest
- Kyrie

### Toneelwerken
- 1893 El Peregrino, zarzuela, 1 acte - libretto: Serafín Álvarez Quintero en Joaquín Álvarez Quintero

### Kamermuziek
- "Evocación: Meditación para cuerda", voor strijkkwartet

## Publicaties
- Vicente Gómez Zarzuela y Pérez: Compendio de la guía oficial de Sevilla y su provincia. Sevilla. 1910. 128 p.
- Vicente Gómez Zarzuela y Pérez: Nociones de Historia de la música y su estetica. Sevilla. 128 p.
- José Manuel Delgado: La marcha "Virgen del Valle" cumple cien años : 1898-1998. Sevilla. Hermandad del Valle, 1998. 56 p.

- Biblioteca Nacional de España: XX1287255
- International Standard Name Identifier: 0000 0000 6097 8888
- MusicBrainz: 5bb4ed9f-827b-4cde-b4a9-3a144c729dbf
- Virtual International Authority File: 87134472
- WorldCat: E39PBJtRKH69mv6gHqXVjyR9Xd